# Seznam hejtmanů Moravskoslezského kraje
Hejtman Moravskoslezského kraje (do května 2001 hejtman Ostravského kraje) je člen Zastupitelstva Moravskoslezského kraje, kterého si tento orgán zvolil do svého čela.

## Seznam
| Pořadí | Hejtman                        | Hejtman          | Strana            | Strana | Začátek a konec v úřadu | Začátek a konec v úřadu | Poznámka                                                   | Volby |
| ------ | ------------------------------ | ---------------- | ----------------- | ------ | ----------------------- | ----------------------- | ---------------------------------------------------------- | ----- |
| 1.     | Evžen Tošenovský               | Evžen Tošenovský |                   | ODS    | 21. prosince 2000       | 13. listopadu 2008      |                                                            | 2000  |
| 1.     | Evžen Tošenovský               | Evžen Tošenovský | 2004              | ODS    | 21. prosince 2000       | 13. listopadu 2008      |                                                            |       |
| 2.     | Jaroslav Palas                 | Jaroslav Palas   |                   | ČSSD   | 13. listopadu 2008      | 9. listopadu 2012       |                                                            | 2008  |
| 3.     | Miroslav Novák                 | Miroslav Novák   | 9. listopadu 2012 | ČSSD   | 10. listopadu 2016      |                         | 2012                                                       |       |
| 4.     | Ivo Vondrák                    | Ivo Vondrák      |                   | ANO    | 10. listopadu 2016      | 8. června 2023          | v únoru 2023 vystoupil z hnutí ANO                         | 2016  |
| 4.     | Ivo Vondrák                    | Ivo Vondrák      | 2020              | ANO    | 10. listopadu 2016      | 8. června 2023          | v únoru 2023 vystoupil z hnutí ANO                         |       |
| 5.     | Jan Krkoška                    | Jan Krkoška      |                   | ANO    | 8. června 2023          | 21. března 2024         | rezignoval kvůli účasti na organizované zločinecké skupině |       |
| —      | Jakub Unucka                   | Jakub Unucka     |                   | ODS    | 21. března 2024         | 3. duben 2024           | 1. náměstek vykonávající pravomoci hejtmana                |       |
| 6.     | Svobodný obrázek není dostupný | Josef Bělica     |                   | ANO    | 3. duben 2024           | úřadující               |                                                            |       |
| 6.     | Svobodný obrázek není dostupný | Josef Bělica     |                   | ANO    | 3. duben 2024           | úřadující               |                                                            |       |
| 6.     | Svobodný obrázek není dostupný | Josef Bělica     | 2024              | ANO    | 3. duben 2024           | úřadující               |                                                            |       |